# Лонгвуд (остров Святой Елены)
Лонгвуд (англ. Longwood) — посёлок и округ на острове Святой Елены, знаменит как место ссылки Наполеона Бонапарта. В Лонгвуде находится дом Лонгвуд-Хаус, где он жил с 1815 и умер в 1821 году.

## Описание
В 2011 году население Лонгвуда составляло 802 человека, по сравнению с 960 в 1998 году. Площадь округа 33.4 км2. Округ является вторым по площади на острове (после Блу-Хилл). Помимо собственно Лонгвуда, в нём есть посёлок Хатс-Гейт (англ. Hutt's Gate), где расположена церковь св Матфея. Здесь же расположена единственная на острове площадка для гольфа.
В округе находится равнина Просперос-Бэй, на которой расположен аэропорт острова Святой Елены.
В округе Лонгвуд находится метеостанция. Показания температуры, атмосферного давления и видимости автоматически снимаются и передаются каждые 3 часа.

## История

### Обсерватории
Покинув Оксфордский университет, Эдмонд Галлей в 1676 году посетил остров Святой Елены и основал обсерваторию с 24,3-футовым (7,3 м) воздушным телескопом с целью изучения звёзд Южного полушария. Место расположения этого телескопа находится возле церкви св. Матфея. Холм высотой 680 м назван в его честь горой Галлея.
Обсерватория Галлея использовалась в 1677—1678 гг. Вернувшись в Англию в 1678 году, в 1679 году Галлей опубликовал Catalogus Stellarum Australium, в который вошли сведения о 341 южной звезде. Благодаря этому дополнению к современным звездным картам Галлея сравнивали с Тихо Браге. Впоследствии Галлей был награждён званием магистра Оксфорда и членством в Лондонском королевском обществе.
В 1686 году Галлей опубликовал вторую часть результатов своей экспедиции на остров Святой Елены, где описывал пассаты и муссоны. В этой работе он указал нагрев воздуха солнцем как причину атмосферных движений. Он также установил связь между атмосферным давлением и высотой над уровнем моря. Его диаграммы были важным вкладом в зарождавшуюся область визуализации информации.
В 19-м — начале 20 веков в деревне Лонгвуд была расположена обсерватория (использовалась в 1840—1849 годах), а в районе Хатс-Гейт были построены ещё две обсерватории: одна использовалась в 1892—1924 годах, а вторая — в 1925—1975 годах.

### Наполеон
17 октября 1815 года Наполеон и его товарищи по ссылке высадились на Святой Елене. Два месяца опальный император гостил у семейства Балкомбов в имении Брайрс, подружившись с их дочерью Бетси. 10 декабря он переехал в Лонгвуд-Хаус — здание, больше напоминавшее тюрьму, чем жильё. Наполеон проводил время, прогуливаясь по отведённой английскими властями территории, диктуя и читая. Его донимали постоянные придирки губернатора Хадсона Лоу. Здоровье узника постепенно ухудшалось. Весь 1817 год он страдал от дизентерии и ревматических болей. В 1819 году участились головокружения. К июлю 1820 года у бывшего императора появились тошнота и боли в желудке. 5 мая 1821 года в 17 часов 49 минут Наполеон Бонапарт скончался и 9 мая был похоронен в Долине Могилы. 

## География и климат
В отличие от жаркого и влажного Джеймстауна, находящегося на уровне моря, Лонгвуд расположен на высоте примерно 500 метров над уровнем моря. Поскольку Лонгвуд один из самых высокогорных посёлков острова, климат в нём средний между средиземноморским с тёплым летом (Классификация климатов Кёппена: Csb) и субтропическим высокогорным (Классификация климатов Кёппена: Cfb) из-за постоянно мягкой температуры и равномерных осадков. Благодаря тому, что он находится на возвышенности, посёлок имеет обильную растительность.
| Показатель                            | Янв.  | Фев.  | Март  | Апр.  | Май   | Июнь  | Июль  | Авг. | Сен. | Окт. | Нояб. | Дек.  | Год    |
| ------------------------------------- | ----- | ----- | ----- | ----- | ----- | ----- | ----- | ---- | ---- | ---- | ----- | ----- | ------ |
| Абсолютный максимум, °C               | 32,2  | 28,9  | 30,6  | 32,2  | 29,4  | 28,3  | 26,7  | 26,7 | 26,7 | 25,0 | 27,2  | 28,3  | 32,2   |
| Средний суточный максимум, °C         | 21,4  | 22,3  | 22,4  | 21,7  | 20,6  | 19,0  | 17,9  | 17,4 | 17,6 | 17,7 | 18,5  | 19,8  | 19,7   |
| Средняя температура, °C               | 18,9  | 19,9  | 20,0  | 19,3  | 18,1  | 16,6  | 15,6  | 15,1 | 15,2 | 15,4 | 16,4  | 17,4  | 17,3   |
| Средний суточный минимум, °C          | 16,3  | 17,3  | 17,5  | 17,0  | 15,9  | 14,5  | 13,4  | 13,0 | 13,1 | 13,2 | 13,9  | 15,0  | 15,0   |
| Абсолютный минимум, °C                | 15,0  | 15,6  | 15,6  | 16,1  | 13,9  | 12,2  | 11,7  | 11,1 | 11,7 | 11,1 | 12,2  | 13,9  | 11,1   |
| Среднее число солнечных часов в день  | 4,9   | 6,3   | 5,7   | 5,0   | 5,2   | 4,1   | 3,5   | 3,0  | 1,9  | 2,2  | 2,4   | 3,9   | 4,0    |
| Среднее число солнечных часов в месяц | 151,9 | 178,0 | 176,7 | 150,0 | 161,2 | 123,0 | 108,5 | 93,0 | 57,0 | 68,2 | 72,0  | 120,9 | 1460,4 |
| Среднее число дней с осадками         | 9     | 8     | 9     | 14    | 5     | 12    | 13    | 9    | 9    | 7    | 4     | 6     | 105    |
| Норма осадков, мм                     | 48    | 62    | 83    | 59    | 56    | 75    | 75    | 63   | 47   | 33   | 25    | 31    | 657    |
| Средняя влажность, %                  | 85    | 86    | 85    | 84    | 82    | 82    | 83    | 83   | 84   | 84   | 84    | 84    | 84     |